# الكسندر بولوك
الكسندر بولوك هو سياسي بريطاني، ولد في 21 يوليو 1944. نشط حزبياً في حزب المحافظين. في الانتخابات العامة للمملكة المتحدة 1979 ‏، انتخب عضو البرلمان الثامن والأربعون للمملكة المتحدة ‏ عن دائرة Moray and Nairn (UK Parliament constituency) ‏ وقد انضم خلال فترته النيابية ‏ (3 مايو 1979 – 13 مايو 1983) للكتلة البرلمانية حزب المحافظين وفي الانتخابات العمومية للمملكة المتحدة 1983 ‏، انتخب عضو البرلمان التاسع والأربعون للمملكة المتحدة ‏ عن دائرة موراي وقد انضم خلال فترته النيابية ‏ (9 يونيو 1983 – 18 مايو 1987) للكتلة البرلمانية حزب المحافظين.